# Maskearatinga
Maskearatinga (Psittacara mitratus) er en fugleart, der lever i Andesbjergene i Peru, Bolivia og Argentina.